# نسيج لمفاوي مرتبط بالقناة الهضمية
النسيج اللمفاوي المرتبط بالقناة الهضمية (بالإنجليزية: Gut-associated lymphoid tissue)‏، هو أحد مكونات النسيج اللمفاوي المرتبط بالمخاطيات الذي يعمل ضمن جهاز المناعة لحماية الجسم من الغزو داخل الأمعاء.
بسبب وظيفة الأمعاء الفيزيولوجية المتمثلة في امتصاص الطعام، يكون سطح الغشاء المخاطي رقيقًا ويعمل بمثابة حاجز نفاذ إلى داخل الجسم. تجعله هشاشته ونفاذه عرضة للعدوى، وفي الواقع تستخدم الغالبية العظمى من العوامل المعدية التي تغزو جسم الإنسان هذا الطريق. تعتمد الأهمية الوظيفية للنسيج اللمفاوي المرتبط بالقناة الهضمية في دفاع الجسم على وجود عدد كبير من الخلايا البلازمية، التي تنتج الأجسام المضادة، والتي يزيد عددها عن عدد الخلايا البلازمية في الطحال والعقد اللمفاوية ونخاع العظام مجتمعة. يشكل النسيج اللمفاوي المرتبط بالقناة الهضمية نحو 70٪ من وزن الجهاز المناعي. قد يترك تثبيط النسيج اللمفاوي المرتبط بالقناة الهضمية أثرًا كبيرًا على قوة جهاز المناعة ككل.

## البنية
يتوضع النسيج اللمفاوي المرتبط بالقناة الهضمية على امتداد الأمعاء، ويغطي مساحة تقارب 260-300 متر مربع. بغية زيادة مساحة سطح الامتصاص، يتكون الغشاء المخاطي في الأمعاء من نتوءات تشبه الإصبع (الزغابات)، مغطاة بطبقة أحادية من الخلايا الظهارية تفصل النسيج اللمفاوي المرتبط بالقناة الهضمية عن لمعة الأمعاء ومحتوياتها. تُغطى هذه الخلايا الظهارية بطبقة من الكنان السكري على سطحها اللمعي، وذلك لحماية الخلايا من الأس الهيدروجيني الحمضي.
تُنتج الخلايا الظهارية الجديدة المشتقة من الخلايا الجذعية باستمرار في قاع الغدد المعوية، ما يجدد الظهارة (يقدر زمن تبدل الخلايا الظهارية بأقل من أسبوع واحد). تشكل الخلايا المعوية التقليدية النوع السائد من الخلايا في هذه الخبيئات، ولكن قد يُعثر أيضًا على خلايا بانيت. تتوضع هذه الخلايا في الجزء السفلي من الخبيئات وتطلق عددًا من المواد المضادة للبكتيريا، منها الليزوزيم، ويُعتقد أنها تشارك في السيطرة على العدوى.
تتواجد تحت الخلايا طبقة أساسية من النسيج الضام الرخو تسمى الصفيحة المخصوصة. يتمتع النسيج أيضًا بدوران لمفاوي يصله بالعقد اللمفاوية المساريقية.
يعد كل من النسيج اللمفاوي المرتبط بالقناة الهضمية والعقد اللمفاوية المساريقية مواقع تبدأ فيها الاستجابة المناعية بسبب وجود الخلايا المناعية عبر الخلايا الظهارية والصفيحة المخصوصة.
يتضمن النسيج اللمفاوي المرتبط بالقناة الهضمية أيضًا لطخات باير الخاصة بالأمعاء الدقيقة، وجريبات ليمفاوية معزولة موجودة على امتداد الأمعاء والزائدة الدودية عند البشر.
تشمل الأمثلة التالية الأنسجة اللمفاوية التي تعمل كوصلات بين الجهاز المناعي والمستضدات الواردة مثل المستضدات الغذائية أو المستضدات المرضية أو المستضدات الميكروبية المتعايشة:
- حلقة فالداير اللوزية.
- التجمعات اللمفاوية الصغيرة في المريء.
- النسيج اللمفاوي المتكدس مع الزمن في المعدة.
- لطخات باير في الأمعاء الدقيقة.
- التوزع المنتشر للخلايا اللمفاوية والبلازمية في الصفيحة المخصوصة في القناة الهضمية.
- الخلايا اللمفاوية داخل الظهارة (آي إي إل) المبعثرة في الطبقة الظهارية للسطوح المخاطية.
- التجمعات اللمفاوية في الزائدة الدودية والأمعاء الغليظة.
- العقد اللمفاوية المساريقية التي تنزح اللمف الوارد من النسيج الهضمي.

يمكن أيضًا تقسيم النسيج اللمفاوي المرتبط بالقناة الهضمية إلى قسمين بناء على الهيكل الذي تنشأ منه الوظيفة. يمكن رؤية 1) النسيج اللمفاوي المرتبط بالقناة الهضمية المنظم، ويتكون من جريبات، مثل لطخات باير، والعقد اللمفاوية المساريقية والزائدة الدودية الأكثر تنظيمًا. تتمثل وظيفتها الرئيسية في تحريض الاستجابة المناعية. 2) النسيج اللمفاوي المرتبط بالقناة الهضمية المنتشر مع الخلايا التائية والبائية المفردة، والخلايا البلعمية الكبيرة، والخلايا الحمضية والخلايا القاعدية والخلايا الصارية، وتوجد تفضيليًا في الصفيحة المخصوصة. يتكون هذا الجزء من النسيج اللمفاوي المرتبط بالقناة الهضمية من خلايا مستفعلة ناضجة جاهزة لأداء أعمالها.

### لطخات باير
تعد لطخة باير تجمعًا من الخلايا اللمفاوية تتوضع داخل لمعة القناة الهضمية وتعمل كموقع مهم جدًا لبدء الاستجابة المناعية. تشكل قبة تحت الظهارة يتوضع داخلها عدد كبير من جريبات الخلايا البائية التي تحوي مراكز جنينية، وعدد قليل من مناطق الخلايا التائية، ويُلاحظ وجود خلايا تغصنية. في هذه المنطقة، تفصل بين القبة تحت الظهارة ولمعة الأمعاء طبقة من الظهارة المرتبطة بالجريب. تحتوي هذه الطبقة خلايا ظهارية معوية تقليدية يتخللها عدد قليل من الخلايا الظهارية المتخصصة تدعى الخلايا المصغرة (خلايا إم). على عكس الخلايا المعوية، تؤمن خلايا إم سطحًا لمعيًا ذي ثنيات بدلًا من الزغابات، ولا تفرز الإنزيمات الهاضمة أو المخاط وتفتقر إلى طبقة الكنان السكري السميكة، لذلك يمكن أن تكون على اتصال بالميكروبات والمستضدات الموجودة في محتوى الأمعاء.

## الوظيفة
في ظل الظروف العادية، يحتاج الجهاز المناعي لدى الكائن الحي ككل إلى مصدر معوي من المستضدات لتدريب الخلايا المناعية المختلفة وتنظيم تطورها. في غياب هذا التحفيز، لا تتطور العديد من خصائص الجهاز المناعي، ويتوضح ذلك لدى الحيوانات الخالية من الجراثيم. نظرًا لأن الخلايا المناعية على اتصال دائم بالمستضدات البكتيرية والغذائية، أُعدت الاستجابة الأولية لتكون مولدة للتحمل. رغم ذلك، لا بد من وجود دفاع قوي في حالة مرور العوامل الممرضة عبر خط الظهارة أو إنتاجها موادًا ضارة مثل الذيفانات البكتيرية. تُؤمن الحماية خلال السير على حافة الهاوية هذا بواسطة أنواع مختلفة من الخلايا المناعية:
- الخلايا اللمفاوية البائية
- الخلايا اللمفاوية التائية
  - الخلايا اللمفاوية داخل الظهارية
  - الخلايا اللمفاوية الفطرية

- المناعة الفطرية
  - الخلايا البلعمية الكبيرة
  - الخلايا التغصنية